# チュルボメカ アルトウステ

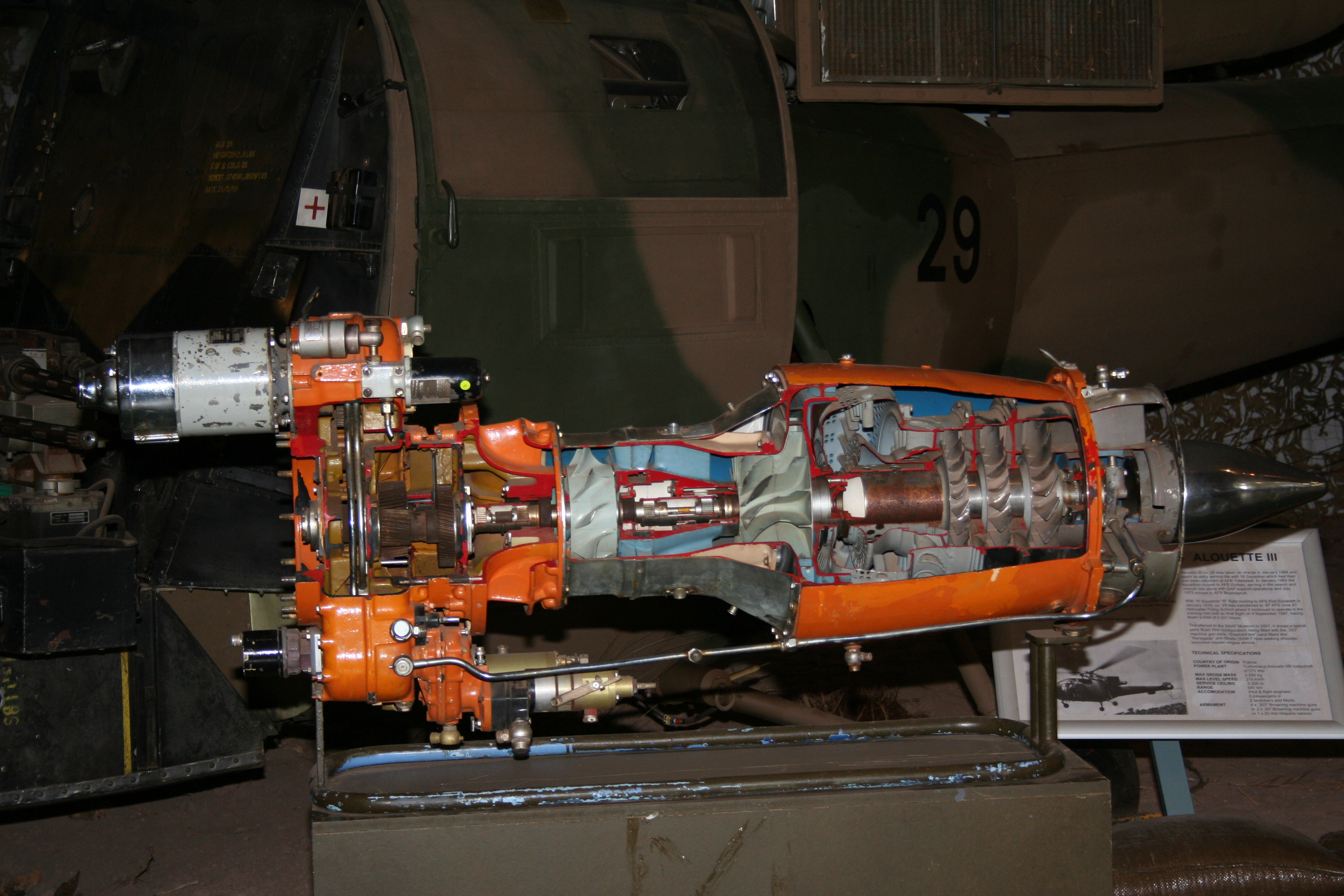
チュルボメカ アルトウステ IIIB

アルトゥステ（Artouste ）は、初期のフランスのチュルボメカが製造したターボシャフトエンジンである。最初の運転は1947年である。原型はAPUとして開発が始まったが、航空機の推進用としての用途も加えられ、1950年代にはヘリコプターの動力として活路を見出された。インドのヒンドスタン航空機やイギリスのブリストル・シドレー（正式にはブラックバーン・エアクラフト）やアメリカのコンチネンタル・モータースにライセンス供与された。通常の出力は300kW（400hp）だった。
マーカダウはアルトゥステⅡを発展させたターボプロップエンジン。2.3:1の減速ギアボックスを介して300 kW (402 hp)を発生した。
またアメリカ合衆国のコンチネンタル・アビエーション・アンド・エンジニアリング（CAE）社では本エンジンのライセンス生産を行い、XT51・XT72・XT65・XT67を発表したものの、いずれも量産には至らず、同社はターボシャフトエンジンの製造から撤退した。

## バリエーション
- アルトゥステ I
- アルトゥステ Ⅱ
- アルトゥステ ⅡB
- アルトゥステ ⅡC - 373 kW (500 hp)
- アルトゥステ ⅡC6
- アルトゥステ ⅢB - 410 kW (550 hp)
- アルトゥステ ⅢD
- コンチネンタル XT51・XT72・XT65・XT67
- チュルボメカ・マーカダウ

## 搭載機
アルトゥステ
- アエロスパシアル アルエット II
- アエロスパシアル アルエット III
- アエロスパシアル ラマ

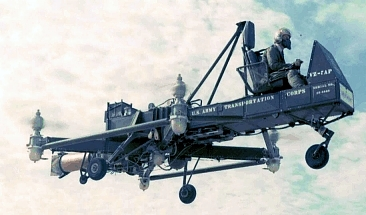
チュルボメカ アルトウステIIBを搭載するカーチス・ライト VZ-7

- アエロテクニカ AC-14（英語版）
- アトラス XH-1 アルファ
- カーチス・ライト VZ-7
- ハンドレページ ヴィクター - 補助動力装置（APU）として
- ホーカー・シドレー トライデント - 補助動力装置（APU）として
- IAR 316（英語版）
- IAR 317（英語版）
- メルクル SM 67（英語版）
- ノール・ノレルフェ（英語版）
- パイアセッキ VZ-8 エアジープ
- SNCASO Farfadet（英語版）
- ビッカース VC10 - 補助動力装置（APU）として

マーカダウ
- モラーヌ・ソルニエ・エペルヴィエ（英語版）

## 仕様 (アルトゥステ IIIB)

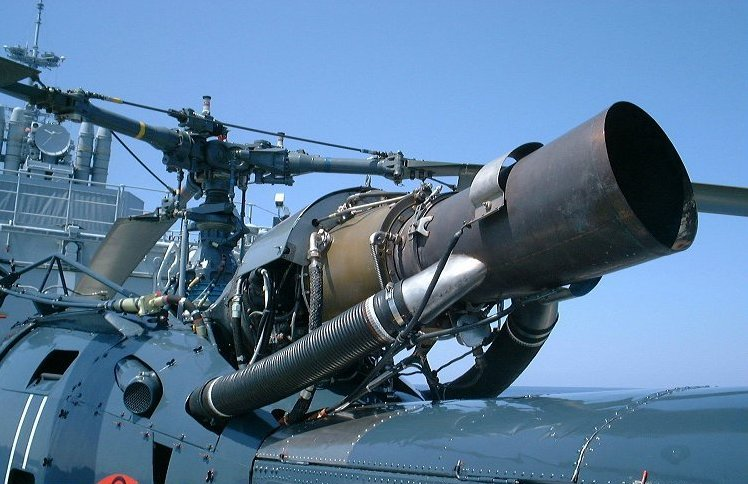
アルエット IIIのチュルボメカ アルトゥステ

出典:
一般的特性
- 形式: ターボシャフト
- 全長: 71.4in
- 直径: 26.25in
- 乾燥重量: 393lb

構成要素
- 圧縮機: 単段遠心式と単段軸流式
- 燃焼器: アニュラー型燃焼室
- タービン: 3段

性能
- 出力: 858shp  33,500rpm
- タービン入口温度: 550 C
- 出力重量比: